# Jocurile Mondiale Special Olympics

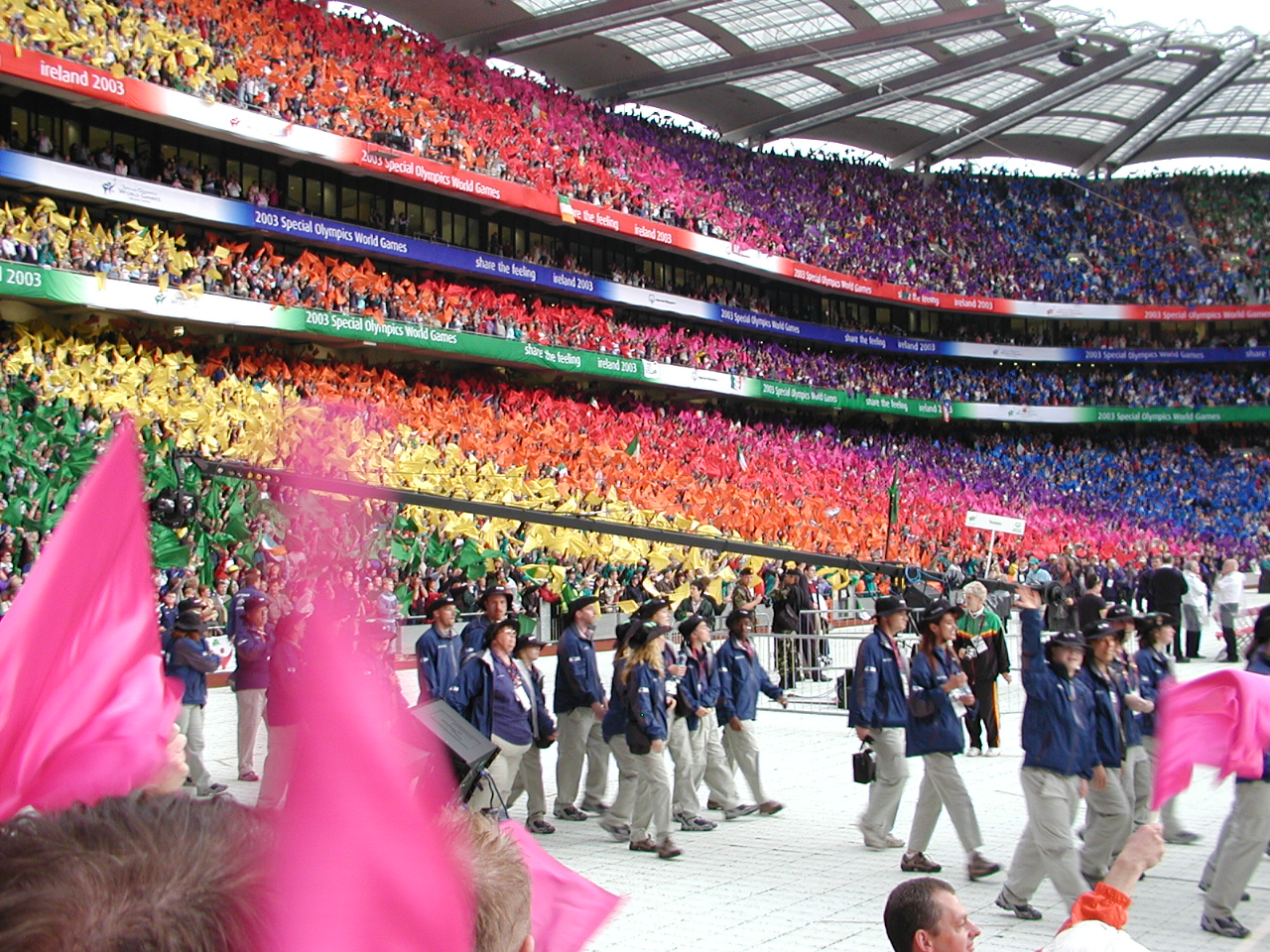
Mulțimea de participanți la ceremonia de deschidere a Jocurilor Mondiale Special Olimpics din Croke Park, Dublin, Irlanda, 2003

Jocurile Mondiale Special Olympics, cunoscute și sub numele de Special Olimpics, este un eveniment sportiv internațional pentru participanții cu dizabilități intelectuale, organizat de organizația Special Olympics, recunoscută de CIO.

## Principii

Copii care concurează la Jocurile Mondiale Special Olympics din 2011

Deși evenimentele și competițiile locale Special Olimpics au loc în întreaga lume în fiecare zi, Jocurile Mondiale sunt evenimente emblematice. 
Scopul acestor jocuri este de a prezenta abilitățile și realizările persoanelor cu dizabilități intelectuale pe o scenă globală. Jocurile Mondiale includ mai mult de o săptămână de competiții care implică mii de sportivi. Prin mediatizarea Jocurilor, poveștile și realizările copiilor și adulților cu dizabilități intelectuale sunt făcute cunoscute milioanelor de oameni din întreaga lume.
Jocurile Mondiale Special Olympics au loc la fiecare doi ani și alternează între Jocurile de vară și cele de iarnă, un program similar cu Jocurile Olimpice și Paralimpice. Aceste sporturi atrag până la 350.000 de voluntari și antrenori, plus câteva mii de sportivi..
Sportivii Special Olympics pot concura în 32 de sporturi de vară sau de iarnă în stil olimpic. Sportivii sunt adulți și copii cu dizabilități intelectuale care pot varia de la concurenți talentați, de talie mondială, la sportivi medii și la cei cu abilități fizice limitate. În competițiile Special Olympics, sportivii sunt egalați în funcție de abilitățile și vârsta lor. Datorită aceste concursuri toți concurenții fac un efort pentru a fi cât mai buni în cadrul competiției care se dorește să fie cât mai corecte și interesante atât pentru sportivi, cât și pentru fani. 

## Istorie
Primele Jocuri Special Olympics Internaționale de vară au avut loc la Chicago, Illinois, SUA, în anul 1968, în timp ce primele Jocuri Special Olympics Internaționale de iarnă au avut loc în februarie 1977 la Steamboat Springs, Colorado, SUA. În 1991, numele a fost schimbat oficial din Jocurile Special Olympics Internaționale de Vară/Iarnă în Jocurilor Mondiale Special Olympics de Vară/Iarnă.
În perioada 17-25 iunie 2023 la Berlin, Germania au avut loc Jocurile Mondiale de vară Special Olympics.Competițiile au fost organizate la 24 de sporturi.

## Sporturi

### Sporturi oficiale de vară[6]
- Atletism
- Badminton
- Baschet
- Bowling
- Ciclism
- Călărie
- Fotbal
- Golf
- Handbal
- Înot sportiv
- Judo
- Tenis de masă
- Tenis
- Volei

### Sporturi oficiale de iarnă[6]
- Schi alpin
- Schi fond
- Patinaj artistic
- Hochei pe geață
- Patinaj viteză pe pistă scurtă
- Snowboarding
- Floorball
- Patinaj viteză